# Eleutherodactylus amadeus
Eleutherodactylus amadeus, comúnmente conocida como la rana de Mozart, es una especie de rana de la familia Eleutherodactylidae.
Es endémica del sudoeste de Haití. Su hábitat natural son los bosques húmedos tropicales o subtropicales de montaña. Está amenazada por pérdida de hábitat.